# Dublin (Califórnia)
Dublin é uma cidade localizada no estado americano da Califórnia, no Condado de Alameda. Foi incorporada em 1 de fevereiro de 1982.

## Geografia
De acordo com o United States Census Bureau, a cidade tem uma área de 38,6 km², onde todos os 38,6 km² estão cobertos por terra.

### Localidades na vizinhança
O diagrama seguinte representa as localidades num raio de 16 km ao redor de Dublin.

## Demografia

### Censo 2010
Segundo o censo nacional de 2010, a sua população é de 46 036 habitantes e sua densidade populacional é de 1 192,13 hab/km². Possui 15 782 residências, que resulta em uma densidade de 408,68 residências/km².

### Censo 2000
De acordo com o censo nacional de 2010, a densidade populacional era de 919,2/km² (2381,3/mi²) entre os 29.973 habitantes, distribuídos da seguinte forma:
- 63,37% caucasianos
- 10,09% afro-americanos
- 0,73% nativo americanos
- 10,35% asiáticos
- 0,32% nativos de ilhas do Pacífico
- 5,26% outros
- 3,88% mestiços
- 13,54% latinos

Existiam 6508 famílias na cidade, e a quantidade média de pessoas por residência era de 2,65 pessoas.

## Marco histórico
Dublin possui apenas uma entrada no Registro Nacional de Lugares Históricos, a St. Raymond's Church.